# Paolo Farinati
Paolo Farinati, chiamato anche Paolo Farinato (Verona, 1524 – Verona, 1606), è stato un pittore, incisore e architetto italiano di stile manierista attivo principalmente nella natia Verona, ma anche a Mantova e Venezia.
Fu figlio di un pittore titolare della propria bottega, la cui famiglia potrebbe avere avuto radici fiorentine; tale circostanza ha spinto taluni a ipotizzare che tra i suoi antenati ci fosse il ghibellino Farinata degli Uberti, reso celebre da Dante nella sua Commedia. Contemporaneo e amico del pittore Paolo Veronese, secondo Giorgio Vasari fu istruito alla pittura dal padre e dal veronese Nicola Giolfino e, probabilmente, da Antonio Badile e Domenico Brusasorci, nonostante fin da giovane avesse adottato uno stile personale senza che questi suoi maestri avessero lasciato un inequivocabile segno.
Recatosi a Mantova, il suo linguaggio pittorico venne fortemente influenzato dai lavori di Giulio Romano. La sua prima opera importante è stata una pala d'altare per la cappella del Sacramento del Duomo di Mantova a cui lavorarono, tra gli altri, anche Domenico Riccio, Battista del Moro e Paolo Veronese. Proprio quest'ultimo sarà il pittore il cui stile contribuirà maggiormente a formare quello della maturità di Farinati.
Vasari ebbe parole di lode verso le opere di Farinati, apprezzando in particolare le sue composizioni affollate e il valore del disegno. La sua carriera fu caratterizzata da un'intensa produzione di arte sacra e profana. I suoi dipinti adornano tuttora palazzi e chiese non solo di Verona e Venezia, ma anche di Padova e di altre località all'epoca appartenenti al territorio della Serenissima. Tra le sue opere più importanti si possono citare la Moltiplicazione dei pani e dei pesci, dipinta in età avanzata per la chiesa di San Giorgio in Braida, un'Ultima cena per la chiesa di Santa Maria in Organo, gli affreschi dell'abside della chiesa dei Santi Nazaro e Celso, un Cristo mostrato al popolo, oggi conservato al Museo di Castelvecchio di Verona.
Molte delle notizie su Paolo Farinati risultano note grazie al Giornale, un diario contabile estremamente dettagliato che il pittore tenne a partire dal 1573 fino alla sua morte e che ha permesso di conoscere le sue opere e l'attività della sua bottega. Alla sua scomparsa, avvenuta nel 1606, l'attività della bottega venne continuata, seppur con minor fortuna, dai figli Orazio e Giambattista.

## Fonti storiografiche

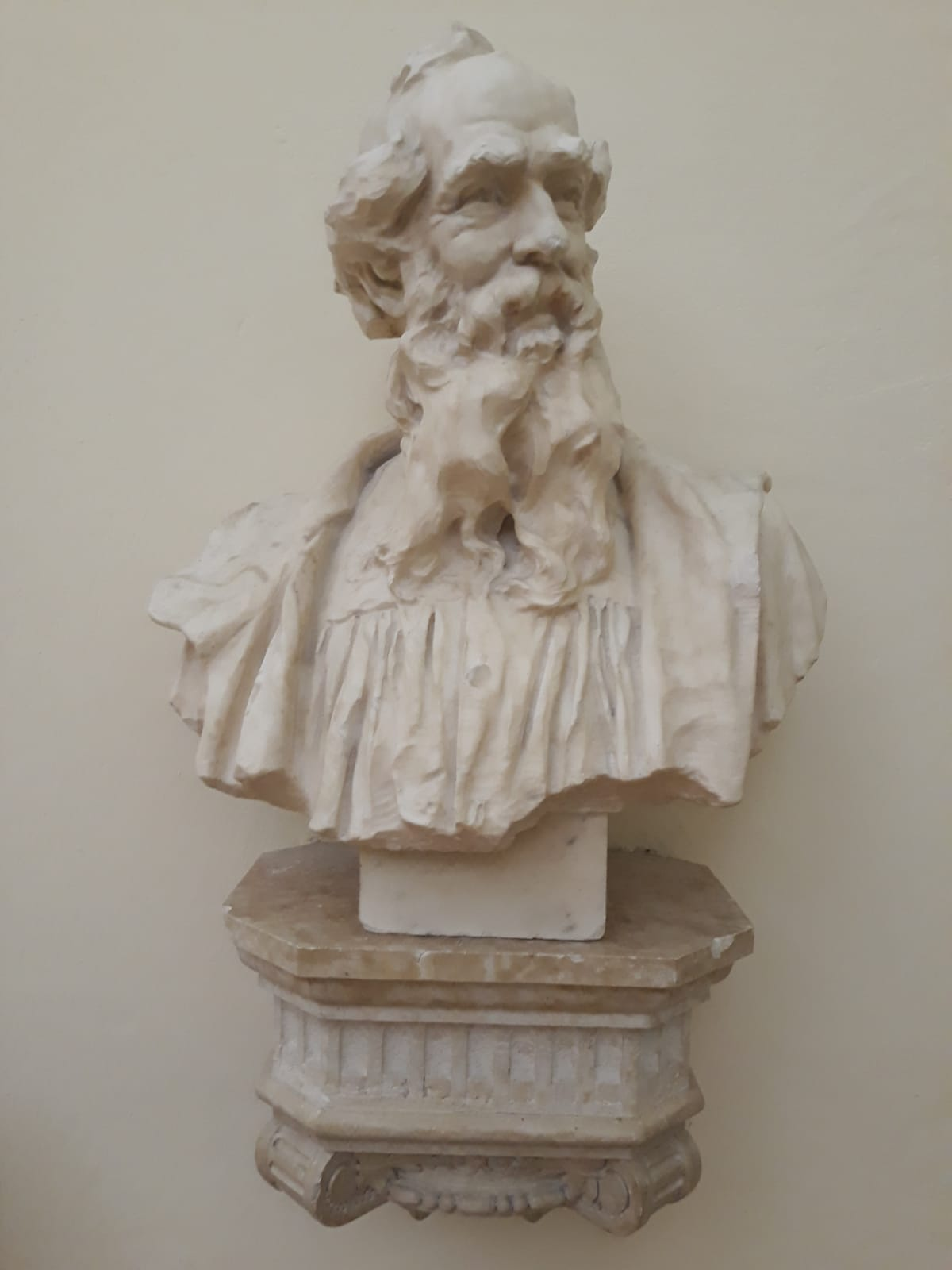
Il busto di Paolo Farinati presso la protomoteca della Biblioteca civica di Verona

Scarse sono le informazioni sulla vita del Farinati arrivate fino a noi. Una delle fonti coeve è il celebre trattato Le vite de' più eccellenti pittori, scultori e architettori di Giorgio Vasari, il quale, malgrado non dedichi un capitolo a Paolo, gli riserba più di una citazione. Questa mancanza di notizie è, tuttavia, mitigata dalla redazione da parte del pittore del Giornale, un preciso libro contabile iniziato nel 1573 e continuato fino alla sua morte, rinvenuto all'inizio del XX secolo nell'Archivio di Stato di Verona da Luigi Simeoni e pubblicato integralmente da Lionello Puppi nel 1968. Grazie alla precisione cronologica con cui sono qui riportate le varie committenze, è stato possibile ricostruire l'attività artistica di Paolo, attribuendogli con certezza i vari lavori, e venire a conoscenza delle numerose opere oramai perdute o disperse. Un'altra importante fonte storiografica su Farinati è il lavoro Le Maraviglie dell'arte scritto da Carlo Ridolfi nel 1648 a cui collaborò il figlio Cristoforo.

## Biografia

### Gioventù e formazione
Paolo Farinati nacque in contrada San Paolo in Campo Marzio (ora Campofiore) a Verona nel 1524 in una famiglia di modeste condizioni. Sulla base di quanto risulta dagli estimi e dal testamento di Francesco Morone, anche suo padre Giovan Battista svolgeva la professione di pictor, sovraintendendo una sua bottega. Si ritiene che proprio presso l'attività paterna il giovane Paolo abbia appreso i primi rudimenti della pittura. Poco o nulla si sa della madre, probabilmente morta in giovane età e forse proprio dando alla luce Paolo come ipotizzato da alcuni storici.
Vi sono poche e frammentarie notizie, scarsamente suffragate da fonti verificabili, riguardanti la sua formazione. Secondo quanto riporta lo storico cinquecentesco Giorgio Vasari, dopo aver lasciato la bottega del padre divenne allievo del pittore Nicola Giolfino (e probabilmente anche di Antonio Badile e Domenico Brusasorzi) che lo introdusse ad uno stile fortemente improntato verso l'antinaturalismo e il manierismo, insegnandogli la composizione, la figura e la prospettiva. In questo periodo, diversi dovettero essere i viaggi che compì a Venezia, insieme al maestro, per apprendere le nuove tendenze della pittura. Sembra che Paolo lasciò lo studio del Giolfino quando oramai doveva avere 22 o 23 anni. Un significativo aneddoto della precoce fortuna del Farinati si rintraccia nell'opera letteraria Le Maraviglie dell'arte di Carlo Ridolfi, in cui l'autore scrive: «Passando Filippo II re di Spagna per Villa Franca, vi è un'immagine di Nostra Donna di man del Farinato; e gli piacque sì, che ne fece acquisto». Effettivamente Filippo II transitò per il territorio veronese nel 1549.

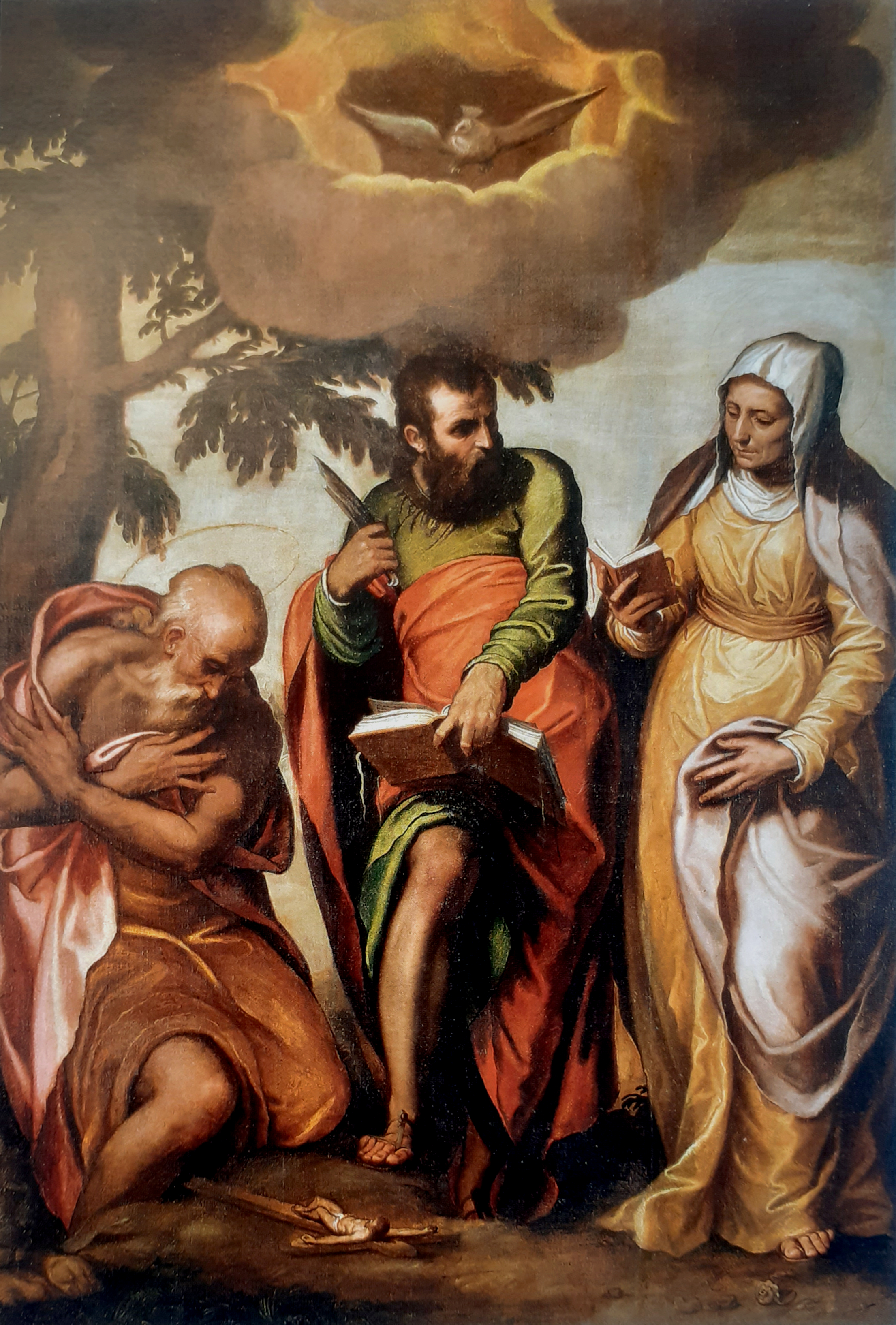
Paolo Farinati, Santi Bartolomeo, Girolamo e Chiara, 1568, olio su tela, Museo di Castelvecchio, Verona

La prima opera nota di Farinati, in ordine cronologico, fu un fregio per il salone di palazzo Verità ai Leoni presso la città natale, raffigurante un Ratto della sabine e un Trionfo di Tomiri. L'analisi di quest'opera giovanile rivela quanto essa si distacchi dallo stile di Giolfino facendo intendere che, semmai Paolo fosse mai stato suo allievo, dovesse essersi comunque allontanato ben presto dal suo maestro, non concedendogli alcun ricordo nelle sue opere. Piuttosto che alla scuola veronese, infatti, lo stile del fregio ricorda maggiormente i lavori di Nicolò dell'Abate del periodo pre-bolognese nella prima metà degli anni 1540. Tuttavia, nemmeno le influenze di dell'Abate si riscontreranno nei successivi lavori del Farinati, avvicinatosi sempre di più alla scuola mantovana. Secondo lo storico Luigi Antonio Lanzi, Paolo fu sin da subito attratto dagli stili di Giulio Romano e del Parmigianino. Gli storici dell'arte hanno inoltre ipotizzato, sulla base delle contaminazioni stilistiche riscontrate nelle sue opere, che egli abbia soggiornato in Toscana tra il 1546 e il 1548. Indubbia anche l'influenza di Tiziano, certamente colta durante i suoi viaggi a Venezia, da cui apprese l'uso del colore e i contorni parzialmente indefiniti, ben diversi da quelli netti e ruvidi tipici del suo maestro.
Successivamente, intorno agli anni cinquanta del Cinquecento, dipinse Noè ebbro e Il sacrificio di Abele e Caino, oggi entrambi conservati al museo del Louvre di Parigi. Sempre secondo Vasari, nel 1552 Farinati fu incaricato dal cardinale Ercole Gonzaga della decorazione delle pale d'altare per il Duomo di Mantova insieme ad un gruppo di pittori. Di questa "formazione" fecero parte, tra gli altri, Paolo Caliari (noto come Veronese), Domenico Brusasorzi, Battista del Moro. Per quest'occasione Paolo realizzò un San Martino, un'opera con spiccati richiami michelangioleschi, probabilmente appresi su influsso dell'architetto della chiesa Giovan Battista Bertani, in cui «abbandonati i ritmi fluidi e lineari legati al mondo emiliano, il pittore adotta una costruzione serrata e spigolosa, con forme articolate nella breve profondità del piano, una resa in chiave plastica sottolineata dal chiaroscuro accentuato». La collaborazione con Paolo Caliari portò poi a una solida amicizia tra i due che gli accompagnerà per tutta la vita.

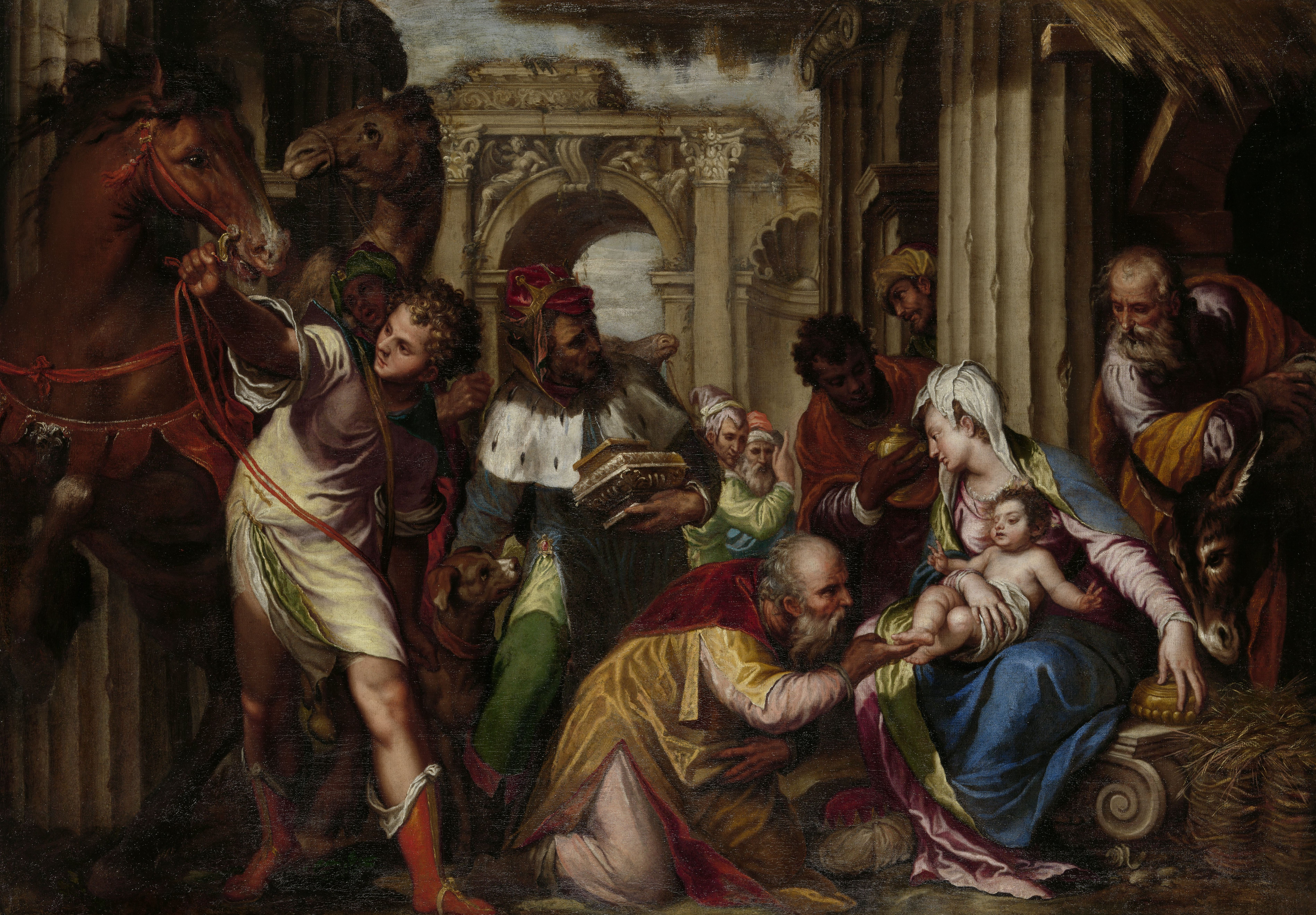
Paolo Farinati, L'adorazione dei Magi, 1585, olio su tela, Rijksmuseum, Amsterdam

Nonostante che gli anni cinquanta del XVI secolo fossero stati prosperi di commissioni per Farinati, a differenza di altri suoi colleghi come Domenico Brusasorzi, Battista del Moro, Paolo Caliari, Giovanni Battista Zelotti, Bernardino India, Anselmo Canera, egli non ricevette alcun incarico nei cantieri dei vari palazzi progettati dal celebre architetto Andrea Palladio. Benché diverse risultino le possibili spiegazioni fornite dagli storici, la ricostruzione più verosimile appare quella secondo cui si preferì scartare il suo stile, non affine a quello degli altri pittori di scuola veronese e maggiormente ispirato dalle correnti michelangiolesche.
Nel 1554 Paolo Farinati sposò Bonassunta (o Benassunta) Volpini da cui avrà cinque figli: Giulio (morto in giovane età), Orazio, Giobatta, Cristoforo e Vittoria.

### Gli anni dell'affermazione
Tornato a Verona, nel 1556 lavorò a due opere per il coro della chiesa di Santa Maria in Organo, la Strage degli Innocenti, la sua prima opera datata dipinta sul suolo natio, e il Costantino che ordina la strage, in cui dimostra la sua piena adesione alla "maniera" e in cui, grazie all'uso del chiaroscuro, realizzò forme possenti e complesse che si delineano su sfondi ispirati alle architetture del veronese Michele Sanmicheli. Commentando queste prime esperienze veronesi Vasari ebbe a dire che «nelle quali opere... è un numero grandissimo di figure fatte con disegno, studio e diligenza». Nello stesso anno, il 29 aprile, è testimone in occasione delle nozze tra l'amico Paolo Caliari e Elena Badile (figlia di Antonio Badile, anch'egli pittore).
Due anni più tardi, oramai impegnato a consolidare la sua fortuna in terra veronese, realizzò altre due tele per la stessa chiesa, una Cena di san Gregorio e un Cristo che cammina sulle acque, entrambe caratterizzate da un gigantismo dei personaggi, mentre per la San Tomaso Cantuariense dipinse una pala d'altare. Sempre del 1558 una notevole prova di Paolo fu un dipinto dal soggetto estraneo al tema religioso e commissionato da una nobile locale: Allegoria del battesimo di Adriana Verona Ferro, oggi facente parte di una collezione privata e sempre di chiara ispirazione michelangiolesca.

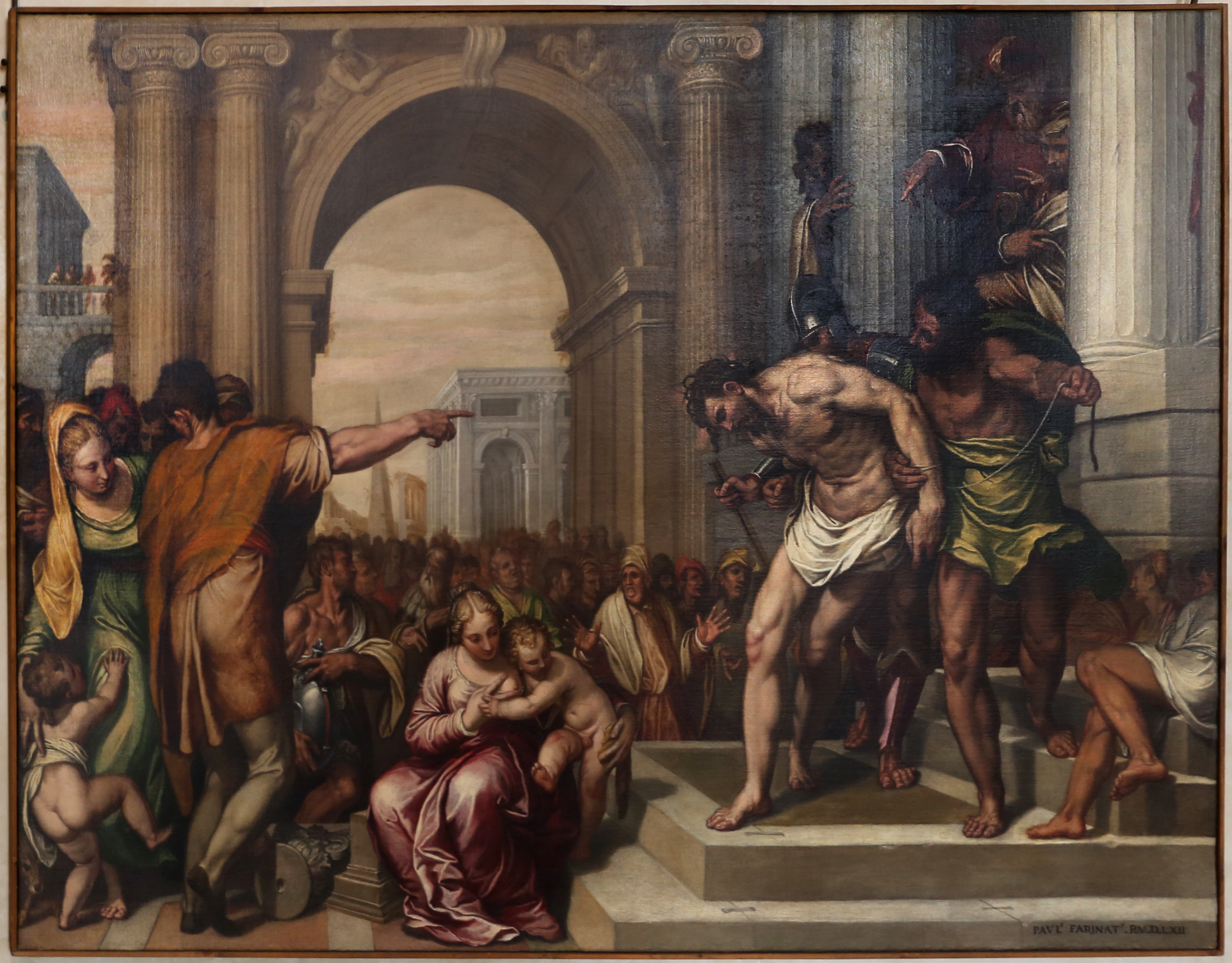
Paolo Farinati, Cristo mostrato al popolo, 1562, Museo di Castelvecchio, Verona

Nel 1560 dipinse La Natività, Dio Padre appare ai ss. Francesco e Antonio abate per il santuario della Madonna del Frassino di Peschiera del Garda, mentre due anni più tardi, con il dipinto Cristo mostrato al popolo, Paolo mutò ancora una volta il suo stile rivendendo i prestiti michelangioleschi a fronte di una riscoperta della tradizione veronese. Quest'opera, esposta al museo di Castelvecchio, è una delle sue tele più celebri, «costituendo una sorta di programma artistico a cui Farinati si manterrà sostanzialmente fedele» e di cui è stato sottolineato «l'impareggiabile espressione di dolcissima pietà di Cristo verso i persecutori». Degno di nota fu un Battesimo di Cristo che dipinse nel 1568 per la chiesa di San Giovanni in Fonte (a quell'epoca battistero per la cattedrale di Verona), mentre l'anno successivo fu la volta di una pala raffigurante i Santi Bartolomeo, Girolamo e Chiara, inizialmente destinata ad un altare laterale del chiesa di Santa Chiara e, al 2018, conservato al museo di Castelvecchio. Alla metà degli anni '60 del 1500 si possono attribuire anche l'Adorazione dei magi (oggi al Rijksmuseum di Amsterdam), gli affreschi nella cappella Marogna in San Paolo in Campo Marzio, la pala d'altare del Battesimo di Cristo per la chiesa di San Giovanni in Fonte e i Santi Girolamo, Bartolomeo e Anna oggi al museo di Castelvecchio.
È noto che, a partire dal 1570, divenne il titolare di una bottega situata nei pressi di palazzo del Podestà a Verona. Sulla base di quel che risulta dagli estimi del tempo e dal suo testamento, si può facilmente intuire che la sua attività dovette godere di florida fortuna. La bottega di Farinati assunse sempre di più i connotati di impresa familiare quando iniziarono a frequentarla anche Orazio e Giambattista, due dei figli avuti da Benassunta Volpini.

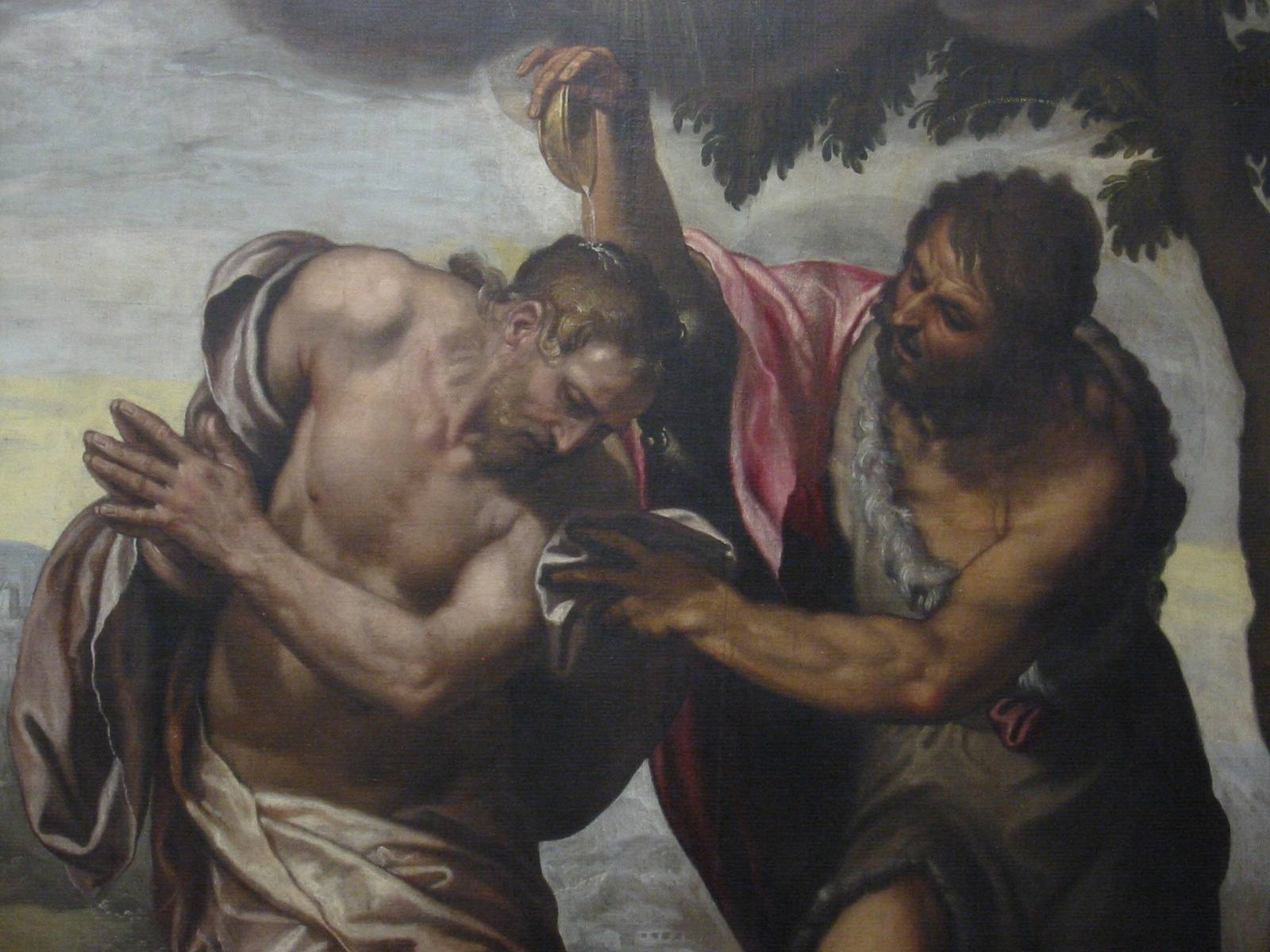
Paolo Farinati, Battesimo di Cristo

È in questo periodo che Paolo realizzò quello che verrà poi considerato uno dei suoi capolavori, ovvero gli affreschi dell'abside semicircolare della chiesa dei Santi Nazaro e Celso. Qui dipinse alcune figure femminili e angeli di chiara tradizione veronesiana che circondano «l'Eterno assiso in un turbine di nubi che cinge le corone del martirio ai Santi Celso e Nazaro, imponenti nelle loro gigantesche figure e nei volti soffusi di singolare devozione». Qualche anno più tardi continuò nella decorazione della chiesa con un secondo ciclo di affreschi per la cappella Marogna: un Elia rapito in cielo sul carro di fuoco e un Giona gettato in mare per placare la tempesta.
Sembra che in questi anni Paolo nutrisse un discreto interesse anche verso la musica, nonostante non compaia mai in alcun documento correlato con l'Accademia Filarmonica di Verona. Più probabilmente egli ebbe modo di frequentare altri circoli musicali, come quello del conte Mario Bevilacqua, suo amico personale e committente.

### Piena maturità

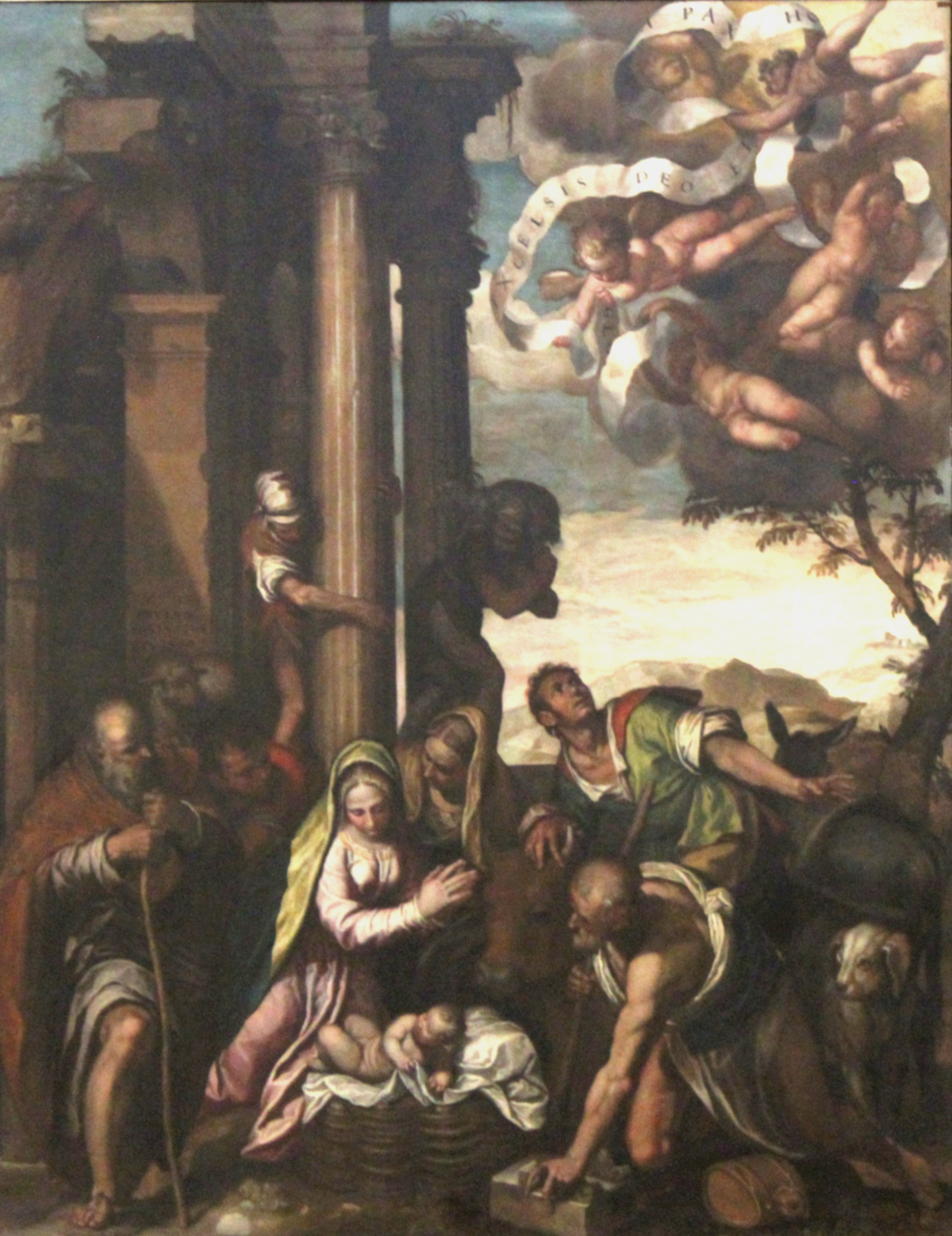
Paolo Farinati, Adorazione dei Pastori, 1589, Chiesa di Madonna di Campagna

Gli anni 1570 proseguono con diverse commissioni e nel 1573 decorò un trittico per la chiesa di Santa Croce del convento dei cappuccini in Cittadella. Quest'opera, una tra le più note di Farinati e oggi smembrata in diversi luoghi, è considerata il sunto del suo linguaggio pittorico esprimendo la sua adesione all'arte controriformata, tipica di quegli anni, in cui il pittore abbracciò i nuovi dettami di austerità eliminando velleità ornamentali e illusioni dinamiche a favore di una certa tensione complessiva a caratterizzare le figure. Originariamente il trittico era composto da una Deposizione dalla croce con santi Francesco e Antonio da Padova posta al centro (oggi al museo di Grenoble) e affiancata da Soldati che aprono il sepolcro e dalle Pie donne (oggi nella chiesa dei Santi Martiri di Arona). Il 1577 vide Farinati tornare ad occuparsi della chiesa dei Santi Nazaro e Celso dove decorò con degli affreschi il presbiterio e realizzò quattro grandi tele che narrano la passione dei due santi titolari.
La produzione del Farinati nel decennio successivo fu caratterizzata in massima parte dalla ricerca di nuove sontuose soluzione raffigurative, in deroga alla sobrietà richiesta dal Concilio di Trento; ciò si può riscontrare nella pala d'altare, datata 1582, per la basilica di San Giovanni Battista a Lonato, uno dei suoi lavori di maggior pregio più unanimemente riconosciuti. A testimoniare la sua continua alternanza tra arte sacra e arte profana, a seconda del committente che si rivolgeva di volta in volta alla sua bottega, di questo stesso anno fu la decorazione di affreschi per la dimora del mercante Simone Quanta, dove spicca un fregio in cui Paolo raffigurò la Cavalcata di Carlo V e Clemente VII in onore dell'incoronazione del sovrano d'Asburgo ad imperatore.
Gli anni 1580 videro Farinati impegnato nella realizzazione di diverse pale d'altare per le chiese della provincia veronese, come a Villafontana, a Calcinato, Belfiore, Padenghe sul Garda, mentre per la chiesa di San Bernardino di Salò dipinse due tele, Annunciazione e Adorazione dei Pastori, di grandi dimensioni. Egli lavorò inoltre a Peschiera del Garda, Arco, Roè Volciano e nella sua città natale, nella chiesa di san Paolo in Campo Marzio, dove realizzò la Pala Falconi. A concludere il decennio, degne di nota, la pala Adorazione dei Pastori, che dipinse nel 1589 per la chiesa di Madonna di Campagna situata alla periferia di Verona e opera tarda del Michele Sanmicheli, in cui Paolo si avvalse di diversi richiami allo stile del Caliari.

### Ultimi anni

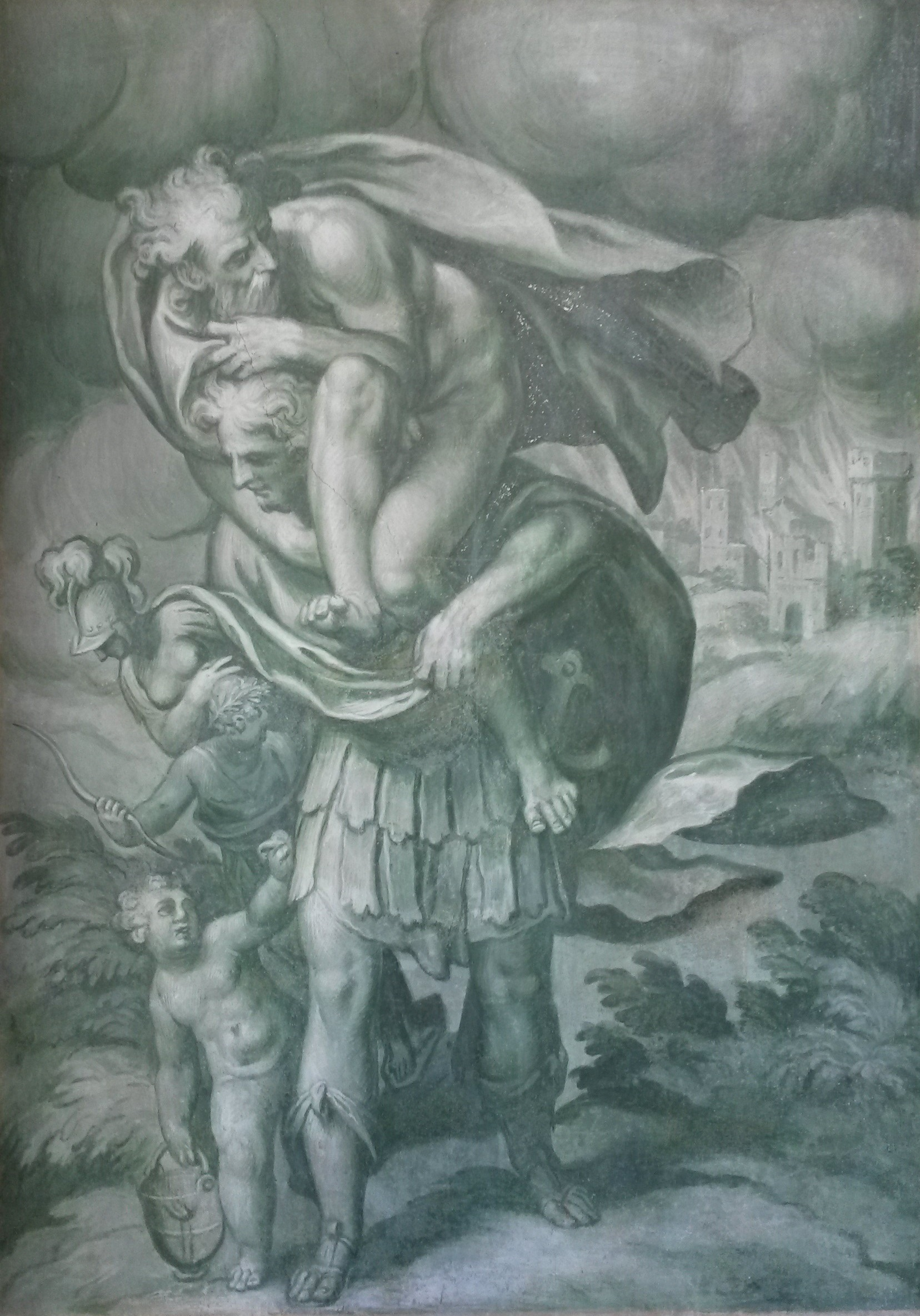
Paolo Farinati, Incendio di Troia: Enea e Anchise, 1590 circa, affresco, Villa Nichesola-Conforti, Ponton di Sant'Ambrogio di Valpolicella (Verona)

Nonostante l'età oramai avanzata, Paolo continuò a lavorare instancabilmente per soddisfare le numerose richieste alla sua bottega provenienti da una committenza sempre più geograficamente larga. Tra i più interessanti lavori risalenti all'inizio del Seicento si possono annoverare una conversione di San Paolo, realizzata nel 1590 per la chiesa parrocchiale di Prun di Negrar, e la Pala Madruzzo conservata oggi nel castello del Buonconsiglio di Trento. Sempre in questi anni, e più precisamente nel 1595, Paolo realizzò dei disegni poi utilizzati dai figli Orazio e Giambattista per dipingere gli affreschi per Villa della Torre a Mezzane di Sotto.
Negli anni che sanciscono la fine del Cinquecento, Farinati tornò ad esprimersi con uno stile rinascimentale, come si può notare in particolare dalla sua partecipazione alla decorazione del palazzo Bocca Trezza a Verona dove avevano già lavorato Bernardino India, Bartolomeo Ridolfi e Battista del Moro. Qui rappresentò ad affresco le Storia di Venere a Adone con Satiri, satiresse e amorini in volo per la loggia che immette nel giardino.
Tuttavia, in quegli ultimi anni, l'interesse principale di Paolo riguardò soprattutto la gestione della sua bottega, relegando la pittura ad un'attività collaterale portata avanti quasi solo per inerzia. Nel 1599 firmò comunque, insieme al figlio Orazio, le due tele per la chiesa di San Sisto di Piacenza, un San Benedetto resuscita un bambino e un Martirio di San Fabiano. Già da qualche anno, Orazio aveva iniziato ad assumere sempre più un ruolo di rilievo presso la bottega paterna, come si può intuire dalle viarie commissioni registrate di proprio pugno sul Giornale. La formazione di Orazio terminò poco dopo: già nei primi anni del secolo successivo firmerà le prime opere realizzate autonomamente.
L'analisi del Giornale permette di ricostruire come avvenne il passaggio delle consegne dal vecchio Paolo a Orazio e come fu organizzata in quegli anni la loro attività. Veniamo, dunque, a sapere che i Farinati possedevano un ricco archivio di svariati disegni da sottoporre ai vari committenti per aiutarli nella scelta dei soggetti da far eseguire. Questi furono realizzati in diverse tecniche, talvolta a penna, talvolta ad acquarello o a matita. Alla Bibliothèque Nationale di Parigi sono oggi conservati alcuni di questi disegni che vennero utilizzati come base per la realizzazione del fregio di Ester per i palazzi Sebastiani (oggi biblioteca civica di Verona) e Della Torre a Verona. Altri esemplari sono conservati al museo del Louvre, all'Albertina di Vienna, nella Royal Library del Castello di Windsor e presso il British Museum di Londra.
Il XVI secolo si chiuse per Paolo con un grande cantiere relativo alla lavorazione degli affreschi per villa Nichesola a Ponton. Qui il pittore veronese, coadiuvato dai figli, realizzò in monocromo diversi soggetti a carattere mitologico dai tratti che ricordano stilisticamente quelli realizzati per la villa Della Torre di Mezzane di Sotto. Oltre a questa commissione dal tema profano, per Paolo continuò comunque anche la produzione di grandi tele dal soggetto religioso.

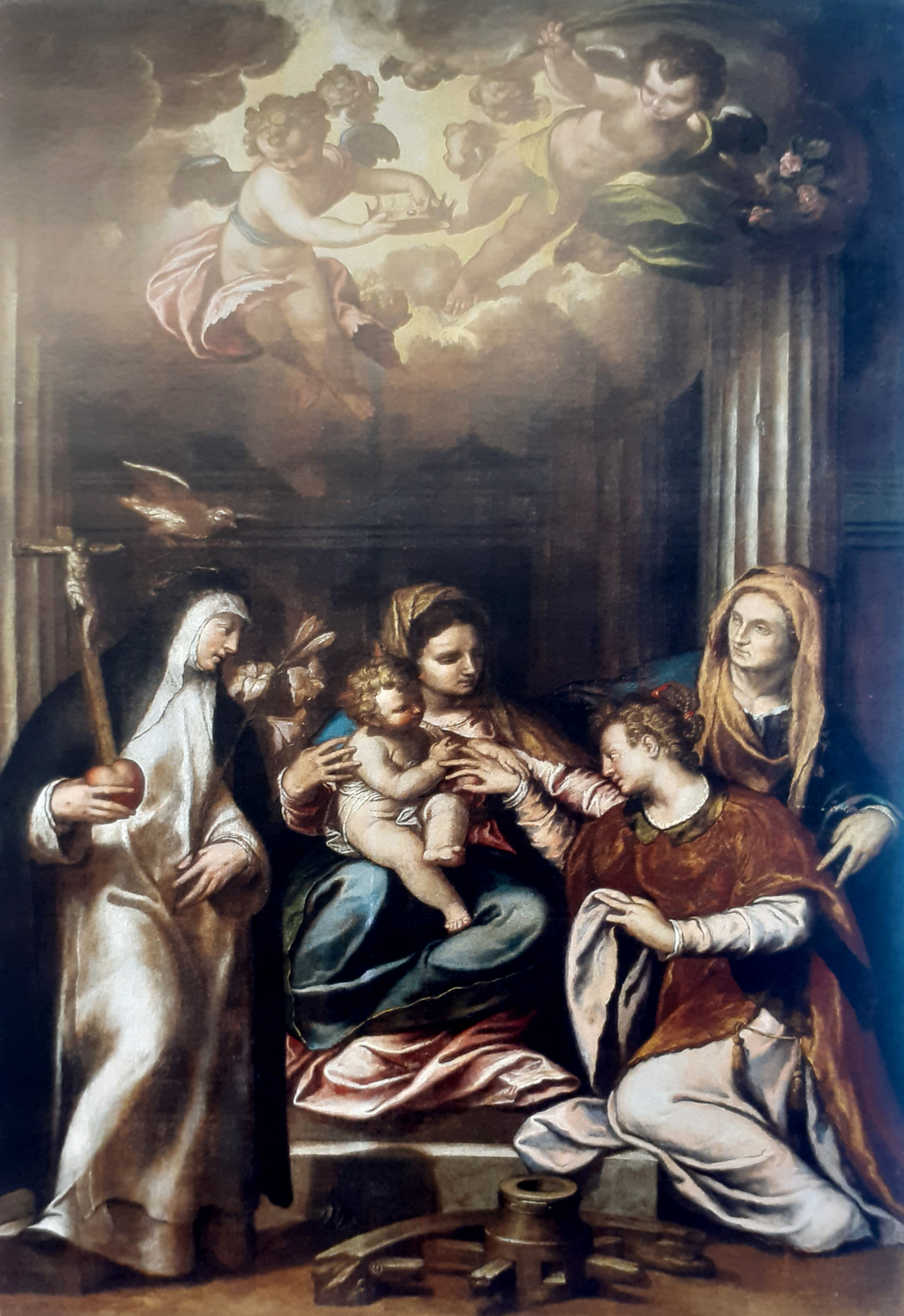
Paolo Farinati, Matrimonio mistico di santa Caterina (1602), Museo di Castelvecchio, Verona

Tra le sue ultime opere I santi Giovanni Battista, Rocco ed Elisabetta (1598) per la parrocchiale di San Giovanni Lupatoto, Madonna con i santi Francesco e Antonio da Padova (1600), Matrimonio mistico di santa Caterina (1602), entrambe al museo di Castelvecchio di Verona, Il matrimonio mistico di santa Caterina con san Francesco al museo civico di Pavia. Nel 1604, Paolo, dipinse una Moltiplicazione dei pani e dei pesci per il presbiterio della chiesa di San Giorgio in Braida nella città natale in cui, accanto alla firma, dichiarò orgogliosamente l'età di settantanove anni.
Nel 1597 sul Giornale Paolo registrò la commissione del ciclo dei tre Miracoli di san Giacinto per la chiesa di San Giovanni in Canale di Piacenza, tuttavia un'attenta analisi dei dipinti fa trasparire che la maggior parte del lavoro pittorico venne eseguito dalla mano del figlio Orazio, segno che oramai il passaggio delle consegne al discendente era oramai ampiamente iniziato. Sempre a Piacenza, pochi anni dopo, Paolo e Orazio, furono nuovamente al lavoro per due tele, un Martirio di San Fabiano e un San Benedetto che resuscita un bambino. Nonostante che i due dipinti fossero stati firmati congiuntamente, il miglior risultato qualitativo raggiunto dal primo fa pensare che ad un contributo maggiore da parte di Paolo rispetto al secondo che invece risulta più affine alle successive opere che Orazio firmerà da solo.
Da quel momento Paolo non firmerà più alcuna opera, facendo così presupporre che per via dell'età avanzata avesse deciso di ritirarsi lasciando così al figlio le redini della bottega, la cui fortuna è documentata dalla produzione artistica successiva di vari seguaci, tra tutti il veronese Giovanni Battista Lorenzetti che produsse varie opere riconducibili ai disegni di bottega, tuttora conservati a San Paolo d'Argon, Verona e Venezia.
Negli ultimi anni, Paolo modificò più volte le sue ultime volontà. Se nel testamento redatto nel 1594 indicò i figli Orazio e Giambattista come «molto inclinati» alla pittura, solo quattro anni più tardi diseredò il secondo, insieme a Cristoforo, per il loro scarso impegno. Tuttavia, tutti i figli vennero riabilitati nel testamento successivo redatto il 23 luglio del 1606 in cui il patrimonio familiare veniva diviso nuovamente tra essi.
Non si conosce con esattezza il giorno della sua morte ma è probabile che avvenne verso la fine del 1606. Trovò quindi sepoltura nella chiesa veronese di San Paolo in Campo Marzio, in ossequio con le sue precise disposizioni dettate nell'ultimo codicillo testamentario prodotto nello stesso anno. Gli sopravvissero i figli avuti da Benassunta: Orazio, Giambattista, Cristoforo e Vittoria.

## Stile

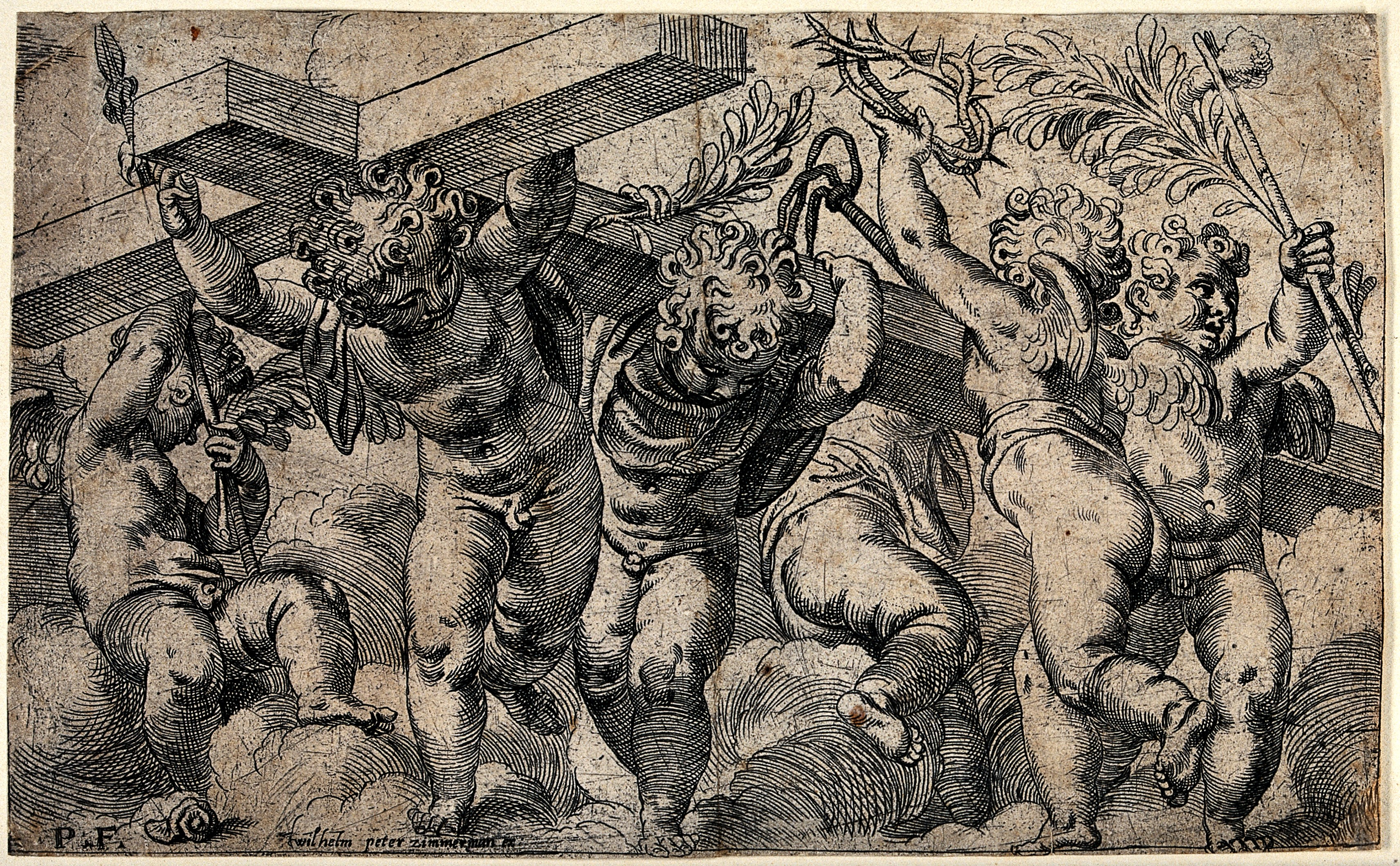
Paolo Farinati, Angeli che portano gli strumenti della passione. Wellcome Library, Londra

Paolo Farinati è considerato un pittore dotato di un linguaggio artistico ricco di acume e sensibilità, nonostante nella sua vita si dimostrò alquanto restio alla sperimentazione di nuovi stili e tecniche. Eclettico nella produzione e attento al mercato dei committenti, spaziando tra progetti per architetture, incisioni e affreschi, non andò mai, tuttavia, oltre ad una certa «accezione artigiana» propria della sua personalità e della sua bottega. Nel rappresentare i suoi soggetti spesso ricorse a una «pittura movimentata nel groviglio delle membra, ma anche negli effetti compositivi». Riguardo all'uso del colore, Paolo, predilesse «intonazioni brune nell'incarnato e si compiace nel gioco dei colori verdi contrastanti con rossi carminio e lacche giallo oro, magistralmente incastonati nelle sue tele, tutto ciò non disgiunto da una sua personalità tecnica, magra e quasi acquarellata». In più di un'occasione ha dimostrato di apprezzare l'accostamento rosa-arancio.
I suoi dipinti sono firmati con la rappresentazione di una chiocciola (chiamata bovolo in dialetto veneto), talora in forma di lumaca, che fu utilizzata anche dal figlio Orazio.

## Farinati architetto e scultore

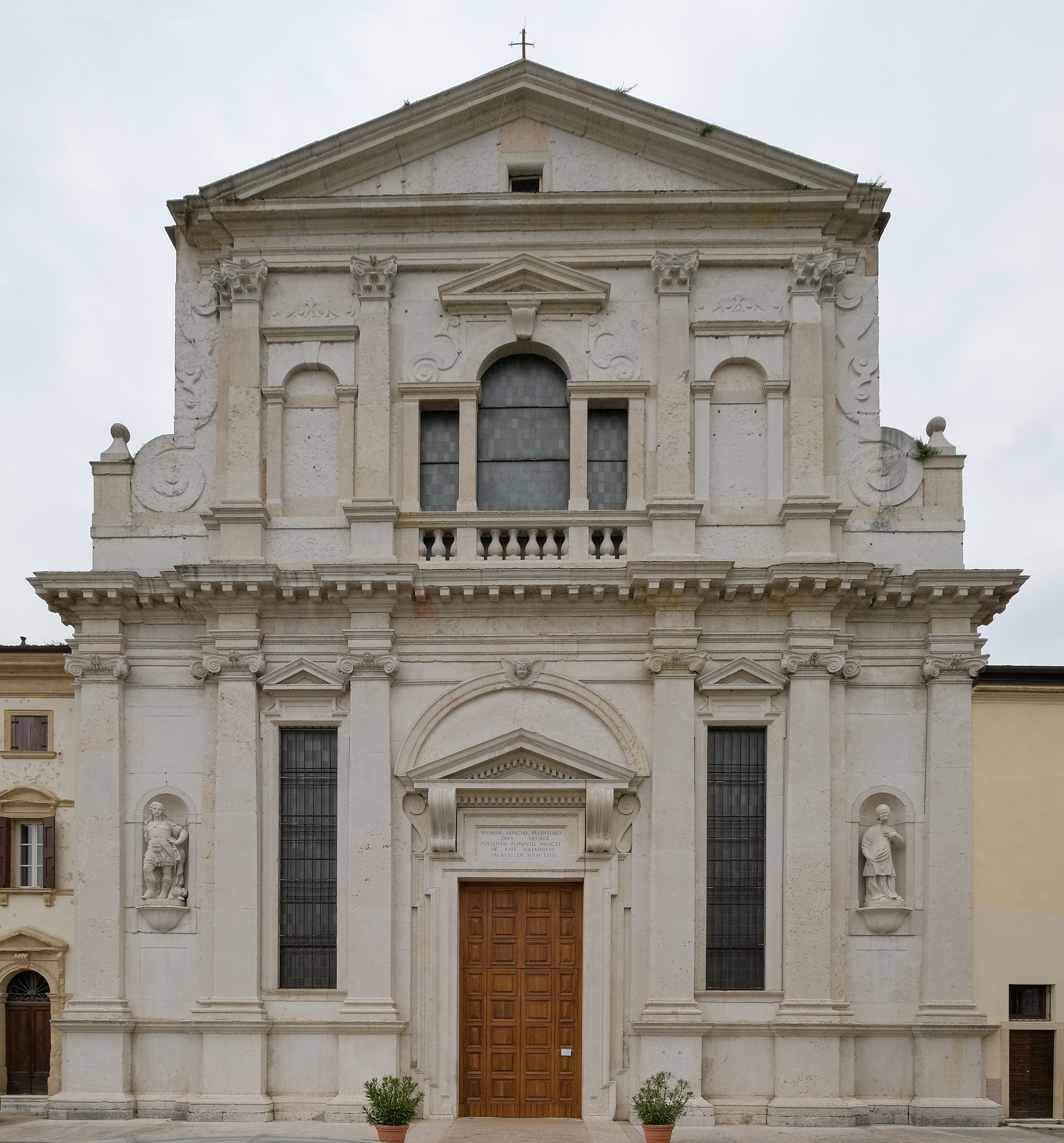
Facciata della chiesa di San Giorgio in Braida: in molti hanno suggerito un possibile contributo di Paolo alla sua progettazione

Nonostante non ve ne sia la certezza, molti elementi fanno pensare che Paolo Farinati si sia occupato anche di disegnare alcune architetture. In particolare, si ritiene che nel 1586, in occasione della sua permanenza a Padenghe sul Garda per la realizzazione di una pala d'altare, abbia ricevuto da parroco Gianmaria Bufino anche la commissione per progettare alcuni rinnovamenti per la chiesa parrocchiale ed in particolar modo per la sua facciata. All'epoca la chiesa era di recente realizzazione, ma alcuni problemi che imponevano continue riparazioni e la probabile volontà del vescovo Agostino Valier aveva spinto a rimettere mano alla sua struttura incaricando Paolo. Una prova di ciò si desume, come di consueto, dal suo Giornale in cui annota «fato al sopra scritto monsignor Bufino una pianta et li alciati di le faciate di la sua chiesia il mese setenbre 1586» e successivamente descrive la committenza in una serie di circa cinque tavole in scala, in grado di illustrare esauriente l'architettura dell'edificio. Tuttavia, è assai difficile riconoscere quali indicazioni di Paolo furono poi eseguite effettivamente, anche per via dei numerosi interventi che la chiesa affrontò tra il XVII e il XVIII secolo. Sicuramente Paolo dette il suo contributo solo per quanto riguarda l'aspetto architettonico, lasciando ad altri tutte le incombenze tecniche e costruttive.
Un altro edificio a cui molti hanno attribuito la progettazione della facciata a Paolo Farnati è la chiesa veronese di San Giorgio in Braida, il cui progettista è ignoto (anche se in molti l'attribuiscono a Francesco da Castello), o perlomeno vedono in Paolo un contributo sostanzioso. Per la stessa chiesa, Farinati realizzò il dipinto Moltiplicazione dei pani e dei pesci, una delle sue ultime e più riuscite opere ed oggi conservata nel presbiterio, alla destra dell'altare maggiore. Riguardo all'architettura militare gli sono stati attribuiti la partecipazione alle ristrutturazioni della fortezza di Palmanova e di Castel San Felice.
In ogni caso, l'osservazione dei suoi appunti dimostra quantomai un tenace studio da parte di Paolo dei progetti e delle opere dei più grandi architetti del suo tempo, come Giulio Romano e Andrea Palladio, nonché una formazione basata sui modelli del suo celebre concittadino, l'architetto Michele Sanmicheli.

## Opere

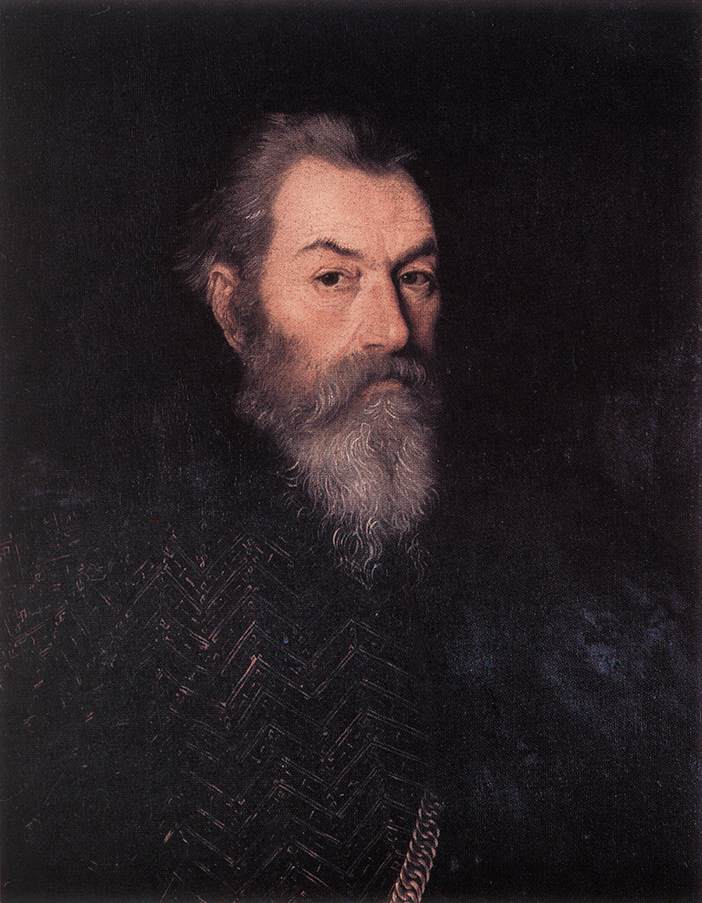
Paolo Farinati, Ritratto di un uomo, Museo di Belle Arti, Gand

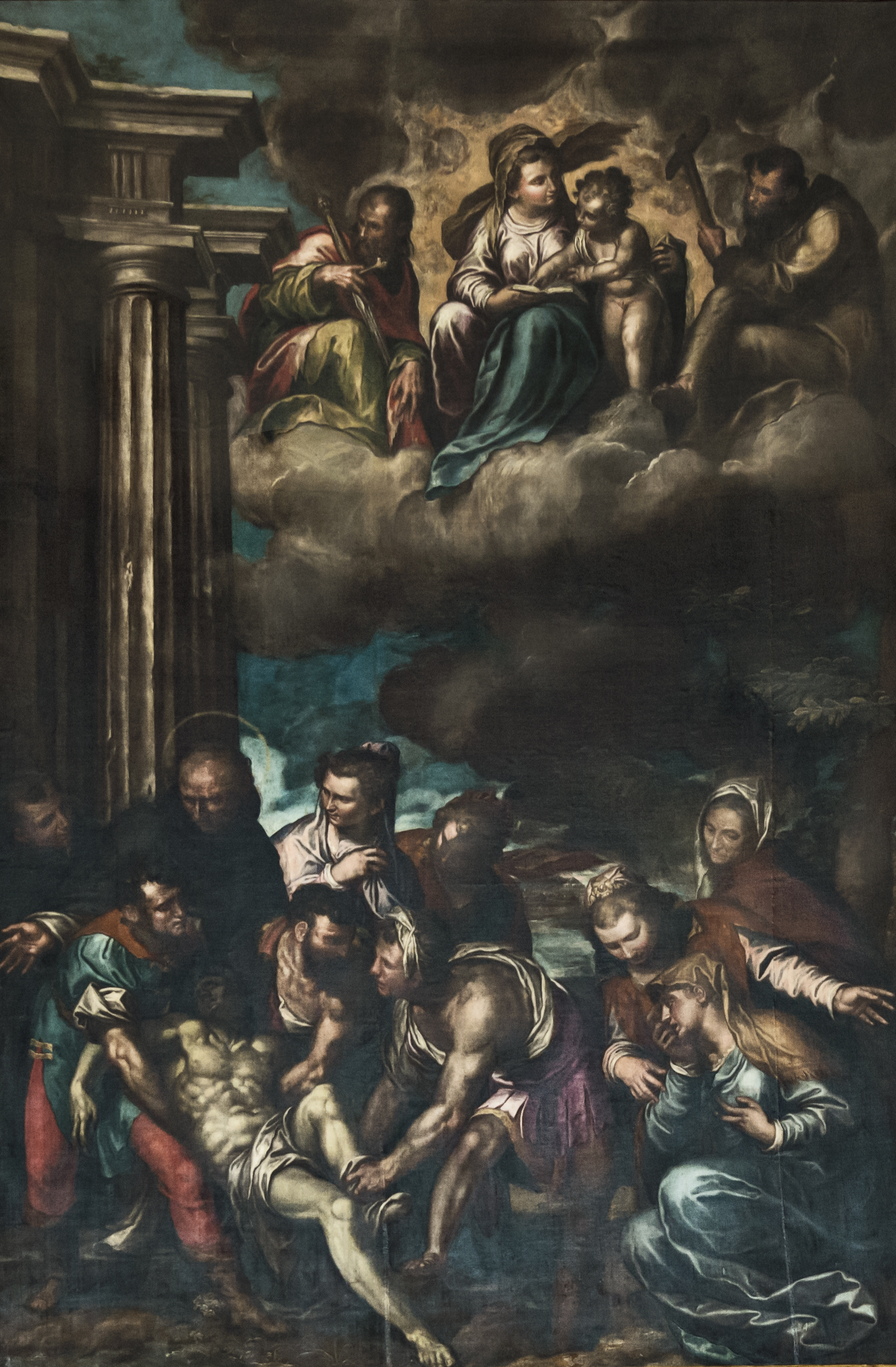
Paolo Farinati, Deposizione, Chiesa di Santa Anastasia a Verona

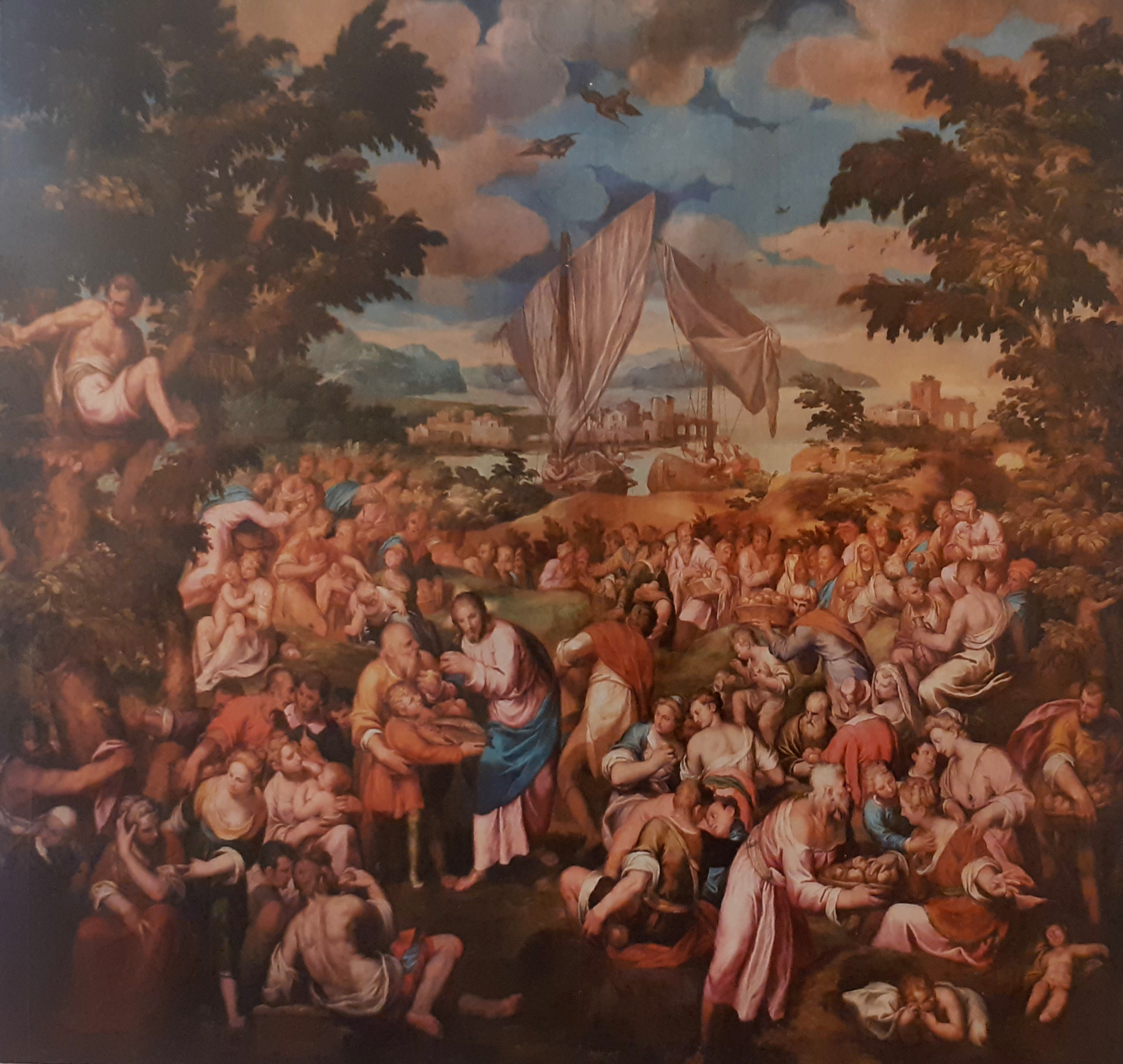
Paolo Farinati, Moltiplicazione dei pani e dei pesci, Chiesa di San Giorgio in Braida a Verona

La sua prima opera documentata è la pala di San Martino, dipinta nel 1552 per il duomo di Mantova. A capo di una bottega assai impegnata, in cui lo affiancarono i figli Orazio e Giambattista, si impegnò in attività intensissime per chiese e conventi, oltre che nella decorazione di ville e palazzi. Tra questi:
- San Martino, 1552, duomo, Mantova.
- Strage degli Innocenti, 1556, chiesa di Santa Maria in Organo, Verona.
- Morte di San Gregorio, 1558, chiesa di Santa Maria in Organo, Verona.
- Cristo mostrato al popolo, 1562, museo di Castelvecchio, Verona.
- Santi Bartolomeo, Girolamo e Chiara, 1567, museo di Castelvecchio, Verona.
- San Girolamo penitente nel deserto, 1578, museo di Castelvecchio, Verona.
- Madonna col Bambino, 1579, museo di Castelvecchio, Verona.
- Cristo uomo dei dolori, 1581, museo di Castelvecchio, Verona.
- Ritratto di Paolo Cartolari, 1582 (presunta), museo di Castelvecchio, Verona.
- Mosè difende le figlie di Jetro, 1583-1584, museo di Castelvecchio, Verona.
- Matrimonio mistico di Santa Caterina, museo di Castelvecchio, Verona.
- Natività, Santuario della Madonna del Frassino, a Peschiera del Garda.
- Madonna e Santi, santuario della Madonna del Frassino, Peschiera del Garda
- Deposizione della croce, 1573, 305×202, olio su tela, museo di Grenoble, Grenoble.
- L'ultima cena, chiesa di Santa Maria in Organo, Verona.
- San Michele che scaccia Lucifero, chiesa di Santa Maria in Organo, Verona.
- San Fabiano, Chiesa di San Sisto, Piacenza.
- Adorazione dei magi, 1580-1585, museo di Castelvecchio, Verona.
- Discesa dalla Croce, 1586, ex Chiesa dei Cappuccini, Verona.
- Matilde di Canossa a cavallo, 1587, museo di Castelvecchio, Verona.
- Santi Taddeo e Francesco di Paola, museo di Castelvecchio, Verona.
- Adorazione dei Pastori, 1589, chiesa di Madonna di Campagna, Verona.
- Caduta di Fetonte, collezione privata.
- Ritratto di un uomo, olio su tela, 67×54 cm, museo di Belle Arti, Gand.
- Deposizione, chiesa di Santa Anastasia, Verona.
- Storia di Venere a Adone con Satiri, satiresse e amorini in volo, palazzo Bocca Trezza, Verona.
- Pentecoste, 1591, chiesa di Santo Stefano, Verona.
- Madonna col Bambino in gloria e santi, museo di Castelvecchio, Verona.
- Vittoria dei veronesi sulle truppe di Federico Barbarossa, 1598, sala degli arazzi di palazzo Barbieri, Verona.
- Madonna col Bambino in gloria con san Francesco d'Assisi, sant'Antonio di Padova e un santo francescano, 1600, museo di Castelvecchio, Verona.
- Moltiplicazione dei pani e dei pesci, 1603, chiesa di San Giorgio in Braida, Verona.
- Matrimonio mistico di santa Caterina alla presenza di san Francesco, olio su tela, cm 91 x 78, Pavia, musei Civici.
- Villa Nichesola-Conforti a Ponton di Sant'Ambrogio di Valpolicella, in cui si trovano tre sale affrescate con partiture architettoniche e soggetti mitologici in monocromo ocra, verde e ocra-rosso.

La sua attività spaziò sui vari versanti della pittura, dell'incisione, della scultura e della decorazione architettonica. Sono oltre 500 i disegni sparsi nei principali musei del mondo, di cui il nucleo più consistente è conservato al museo del Louvre. Molti dei suoi disegni furono acquistati in Francia e in Inghilterra dai più noti collezionisti come il pittore Peter Lely e il banchiere Everhard Jabach.

### Esplicative
1. ↑  La certezza sulla sua data di nascita ci viene da una sua tela ora nella chiesa di San Giorgio in Braida, La moltiplicazione dei pani, in cui dopo averla datata al 1604 aggiunse "AETATIS SUAE LXXIX". In Dal Forno, 1965, p. 20.
2. ↑  Vasari scrive: «A Paulo Farinato veronese fece fare quella di San Martino, et al detto Domenico Brusasorzi quella di Santa Margherita; Giulio Campo cremonese fece quella di San Ieronimo». Giorgio Vasari, Le vite de' più eccellenti pittori, scultori e architettori.
3. ↑  La chiesa è stata sconsacrata nel 1810. In Borelli, 1980, p. 662.
4. ↑  Sul Giornale, Paolo riporterà: «ali 24 giugno 1595 Oratio e Zambatista sono andati a Mezzane a ornar de piture il belveder et altre cose per li giardini e palazzo et ala peschera e à finito le soprascrite piture per tutto il mese ottobre 1595».
5. ↑  Vi fu un conflitto di attribuzione fra il Farinati ed i figli, nato da quanto scrisse nel diario di lavoro: «ali 24 giugno 1595 Oratio e Zambatista sono andati a Mezzane a ornar de piture il belveder et altre cose per li giardini e palazzo et ala peschera e à finito le soprascrite piture per tutto il mese ottobre 1595... La villa ebbe un notevole orto botanico, nel XVII secolo viene descritto: assai esteso e ricco di ogni specie di flora, da quella comune a quella tropicale; fiori, anche esotici, in parterre e serre, con rampicanti e sempreverdi oltre che essenze pregiate. Il tutto confinava con un brolo di ottime frutta e ortaggi, con vicino una ricca peschiera».

### Bibliografiche
1. 1 2 3 4 5 6 7 8 9   Farinati, Paolo, in Dizionario biografico degli italiani, Roma, Istituto dell'Enciclopedia Italiana.
2. 1 2 3 4  Carpeggiani, 1974, p. 228.
3. ↑  Dal Forno, 1965, p. 20.
4. ↑  Marini, 2005, p. 9.
5. 1 2 3 4 5 6  Carpeggiani, 1974, p. 227.
6. 1 2 3  Marini, 2005, p. 10.
7. 1 2  Ridolfi, 1648, pp. 127-134.
8. ↑  Encyclopædia Britannica, 1911.
9. ↑  Dal Forno, 1965, p. 24.
10. 1 2 3  Dal Forno, 1965, pp. 22-23.
11. 1 2  Dal Forno, 1965, p. 25.
12. ↑  Carpeggiani, 1974, p. 230.
13. ↑  Dal Forno, 1965, p. 22.
14. 1 2  Marini, 2005, p. 11.
15. 1 2 3  Marini, 2005, p. 14.
16. 1 2 3  Marini, 2005, p. 12.
17. ↑  Dal Forno, 1965, pp. 30-31.
18. ↑  Catalogo Museo di Castelvecchio, 2018, pp. 90-91.
19. ↑  Biancolini, 1750, p. 240.
20. ↑  Dal Forno, 1965, pp. 28-29.
21. ↑  Carpeggiani, 1974, pp. 227-228.
22. 1 2 3 4  Marini, 2005, p. 15.
23. ↑  Viviani, 1991, p. 58.
24. 1 2  Marini, 2005, p. 16.
25. ↑  Dal Forno, 1965, p. 31.
26. 1 2  Dal Forno, 1965, p. 37.
27. 1 2 3 4 5  Marini, 2005, p. 17.
28. ↑  Dal Forno, 1965, pp. 37-38.
29. ↑  Pieresca, 2009, pp. 27-36.
30. ↑  Carpeggiani, 1974, p. 232.
31. ↑  Borelli, 1980, p. 500.
32. ↑  Dal Forno, 1965, p. 26.
33. ↑  Catalogo Museo di Castelvecchio, 2018, p. 116.
34. ↑   Artisti e uomini illustri della storia di Verona: il pittore Paolo Farinati, su veronasera.it, 22 gennaio 2017.
35. ↑   Gian Paolo Marchi, Condannati alla rovina i dipinti dell'autore che Goethe adorava, su larena.it. URL consultato il 23 luglio 2020 (archiviato dall'url originale il 23 luglio 2020).
36. 1 2  Dal Forno, 1965, p. 23.
37. ↑   Michele Di Monte, Paolo Farinati. Salita al Calvario, su academia.edu. URL consultato il 2 ottobre 2020 (archiviato dall'url originale il 23 giugno 2021).
38. ↑   Paola Artoni, Dal disegno sottostante alla tecnica pittorica: un percorso tra le opere esaminate (PDF), su iris.univr.it, Università di Verona. Ospitato su Google Cache.
39. ↑   Farinati Paolo 1524-1606, su artslife.com. URL consultato il 23 luglio 2020 (archiviato dall'url originale il 23 luglio 2020).
40. ↑  Marini, 2005, pp. 45-46.
41. 1 2 3  Marini, 2005, p. 47.
42. ↑  Marini, 2005, p. 49.
43. ↑  Dal Forno, 1965, pp. 47-55.